# Jesse Michaels
Pour les articles homonymes, voir Michaels.
Jesse Michaels (2 avril 1969 à Berkeley (Californie)) est un compositeur de chansons et un guitariste américain, fils de l'écrivain Leonard Michaels.
Il a joué avec le groupe ska punk Operation Ivy de 1987 à 1989, avec Big Rig en 1994 et avec Common Rider de 1999 à 2003.  Il ne joue présentement pas, bien qu'il ait dit qu'il allait continuer à faire de la musique. Michaels est aussi maintenant devenu un peintre assidu.
Durant son hiatus, dans le milieu des années 1990, une rumeur circulait selon laquelle il était devenu un moine bouddhiste.  D'après une entrevue réalisée en  2004 avec The Beer O'Clock Show, une radio underground de Montréal, il est effectivement devenu un moine bouddhiste pendant environ un an.